# Till Brönner
Till Brönner (Viersen, 6 maggio 1971) è un trombettista, compositore e produttore discografico tedesco.

## Discografia
- 1993 - Generations of Jazz
- 1995 -My secret Love
- 1996 - German Songs
- 1997 - Midnight (con Michael Brecker e Dennis Chambers)
- 1998 - Love
- 2000 - Chattin with Chet (A Tribute to Chet Baker)
- 2001 - Jazz Seen (colonna sonora)
- 2002 - Get Well Soon (Bob Brookmeyer)
- 2002 - Blue Eyed Soul (feat. Mark Murphy)
- 2004 - That Summer
- 2004 - Höllentour (colonna sonora)
- 2006 - Oceana (feat. Carla Bruni, Madeleine Peyroux, Luciana Souza)
- 2007 - The Christmas Album (feat. Curtis Stigers, Yvonne Catterfeld, Frank McComb, Kim Sanders, Don Grusin)
- 2008 - RIO (feat. Vanessa da Mata, Kurt Elling, Melody Gardot, Annie Lennox, Aimee Mann, Sérgio Mendes, Milton Nascimento & Luciana Souza)
- 2009 - Midnight
- 2010 - At The End Of The Day
- 2012 - Till Brönner
- 2014 - The Movie Album